# Grootmeesteres (hofhouding)

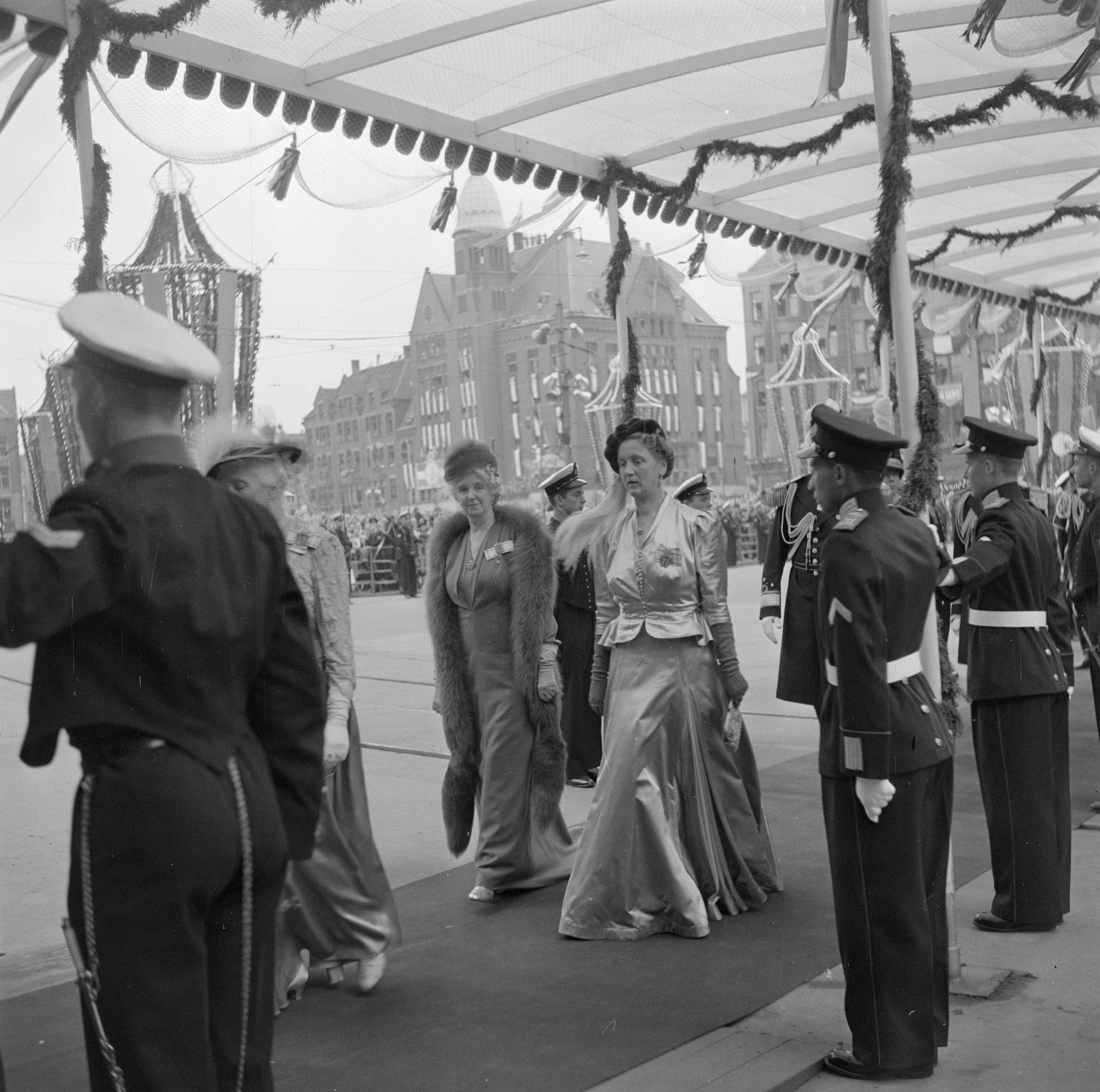
Troonsafstand koningin Wilhelmina / inhuldiging van koningin Juliana. De koninklijke stoet op weg naar de Nieuwe Kerk. Geheel links (gedeeltelijk zichtbaar) de grootmeesteres, C.M. barones van Tuyll van Serooskerken, geb. jkvr. Boreel (6 september 1948), Amsterdam (Nederland)

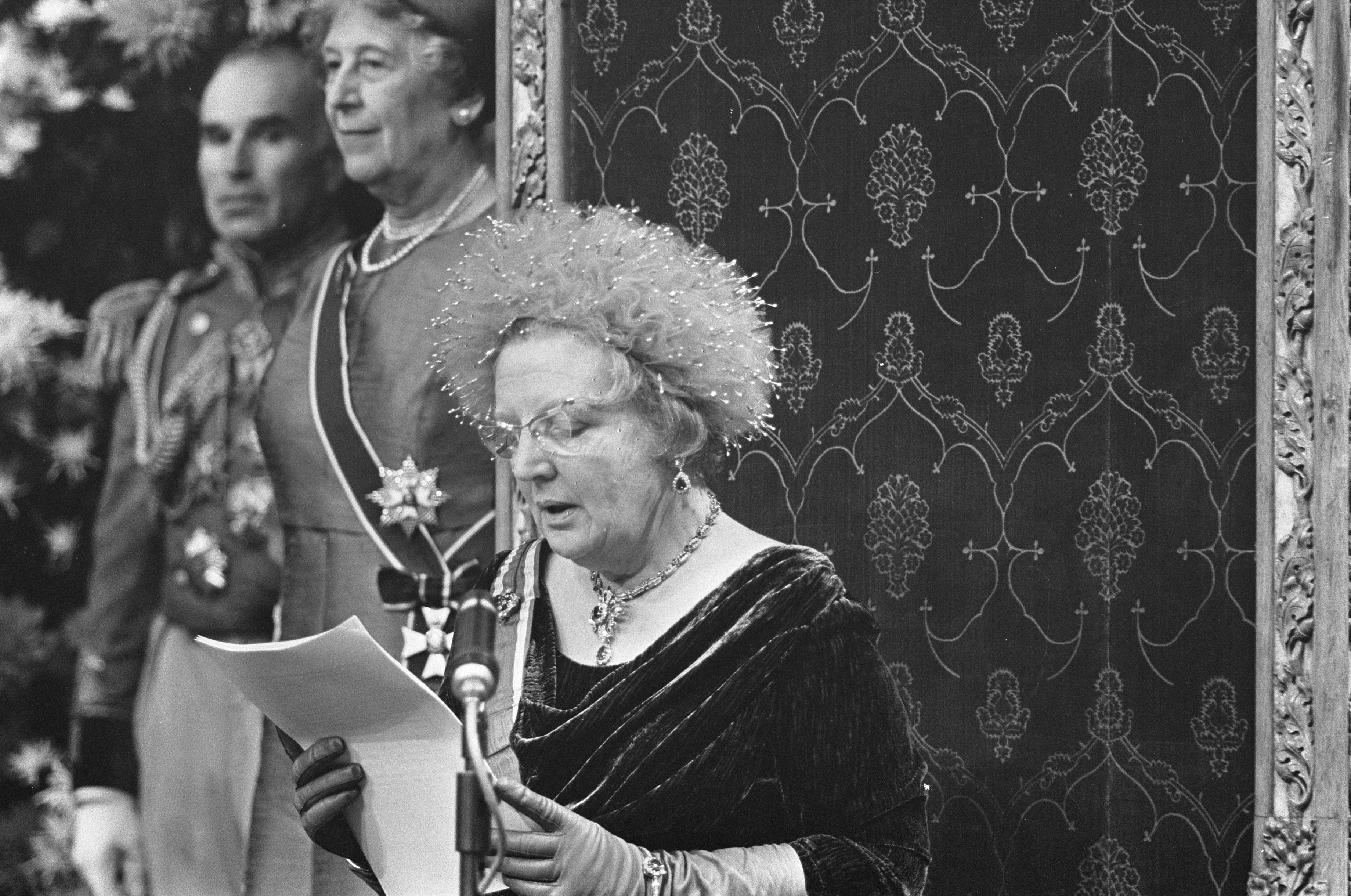
Koningin Juliana tijdens het voorlezen van de Troonrede. Naast haar opperstalmeester W.F.K. Bischoff van Heemskerk en grootmeesteres M.L.J.D. van Wickevoort Crommelin geboren jkvr. Teixeira de Mattos (19 september 1967)

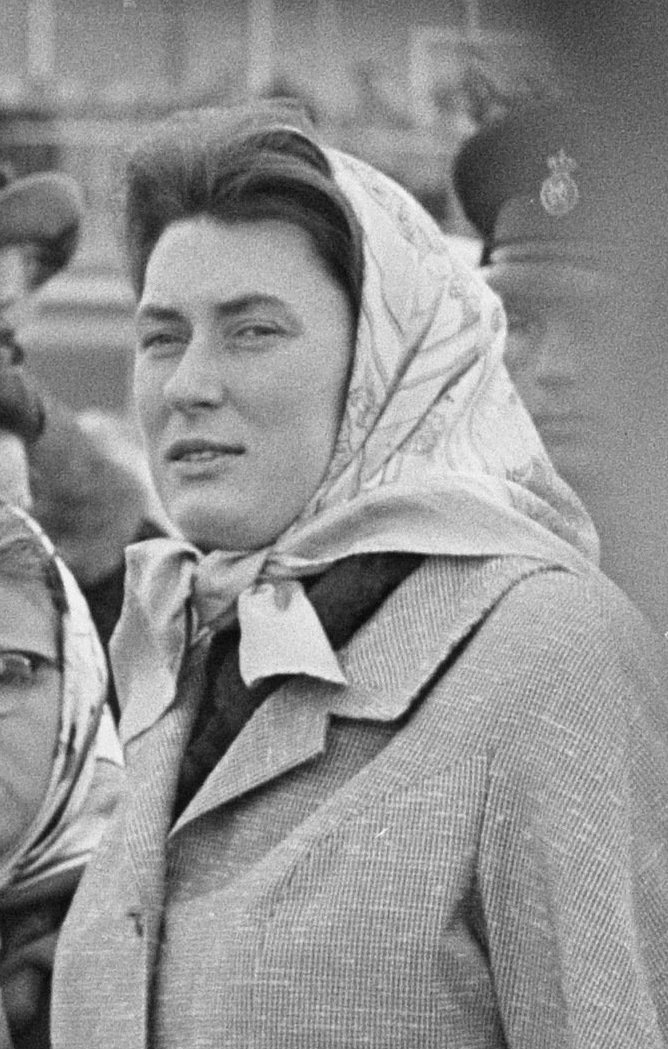
Grootmeesteres mr. Martine van Loon-Labouchere in 1964

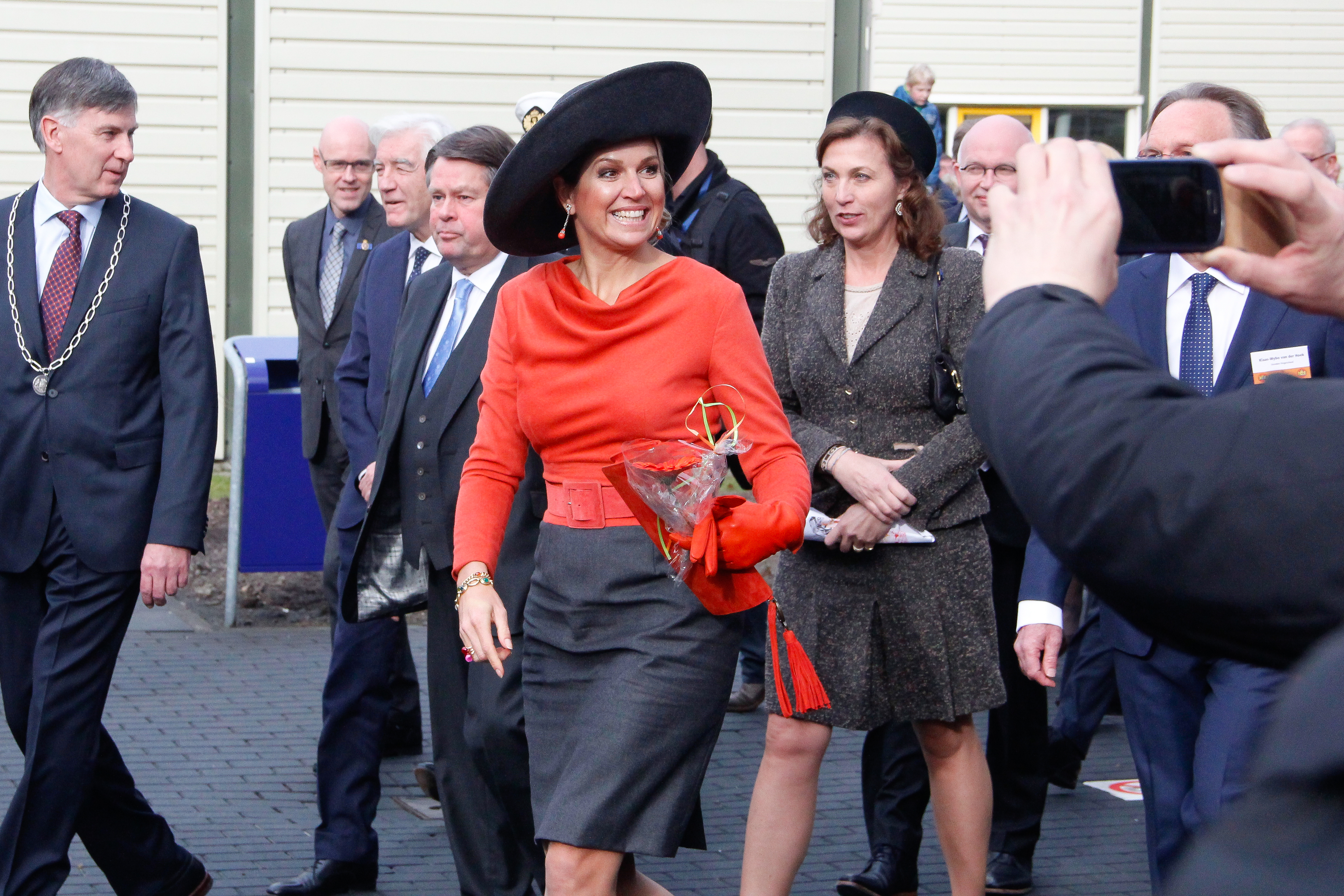
Koningin Máxima met achter haar de grootmeesteres Bibi gravin van Zuylen van Nijevelt-den Beer Poortugael

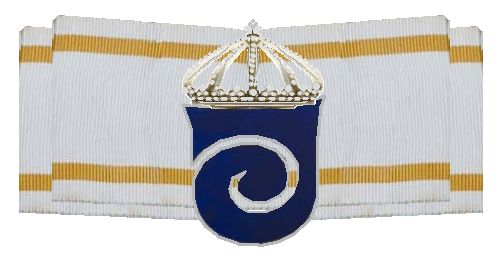
Chiffre van een hofdame van koningin Juliana, model 1948

De grootmeesteres is een hoge functie aan het hof van een vorstelijk persoon. Aan het Nederlandse hof is de functie honorair (niet-betaald) en hoofdzakelijk gericht op representatie. Zij begeleidt de koning bij buitenlandse bezoeken. De grootmeesteres onderhoudt sociale contacten met vooraanstaande buitenlanders die in Nederland wonen.
Vooraanstaande buitenlanders die in Nederland wonen zijn bijvoorbeeld hoofden van diplomatieke missies en leden van internationale organisaties, zoals het Internationaal Gerechtshof. Daarin vult zij de grootmeester aan, die verantwoordelijk is voor de formele, inhoudelijke buitenlandse contacten van het staatshoofd.
De grootmeesteres is niet de vrouwelijke tegenhanger van de grootmeester, die aan het Nederlandse hof de leiding heeft over de Dienst van het Koninklijk Huis en aan het hoofd staat van de hofhouding. Hij regelt de buitenlandse bezoeken en onderhoudt de contacten met de buitenlandse vertegenwoordigers. De functie van grootmeester is een betaalde functie.
De functie van grootmeesteres is in 1818 aan het Nederlandse hof geïntroduceerd door Anna Paulowna, de echtgenote van koning Willem II. De grootmeesteres was er voor de niet-regerende koningin, maar toen Nederland lange tijd regerende koninginnen kende (Emma, Wilhelmina en Juliana, Beatrix) werd de grootmeesteres een van de belangrijkste leden van de hofhouding, lange tijd ook het belangrijkste. Iets daarvan is nog te zien op Prinsjesdag wanneer ze samen met de grootmeester in een koets naar de Ridderzaal rijdt.
De grootmeesteres geeft formeel leiding aan de, eveneens honoraire, hofdames. Deze zijn betrokken bij de voorbereiding van evenementen van de koningin en van de vrouwelijke leden van het Koninklijk Huis. Bij zulke bezoeken worden zij door een hofdame begeleid voor eventuele aanspraak en andere praktische zaken. Een hofdame is herkenbaar aan een chiffre, dat gedragen wordt op de linkerschouder.

## Nederlandse grootmeesteressen van regerend vorsten
- 1818 - 1824?: Agneta Margaretha Catharina Fagel-Boreel[2][3]:p59,88[4]
- 1823 - ??: Sophie Wilhelmina barones van Heeckeren van Kell (1772-1847), grootmeesteres van de koninginnen Wilhelmina en Anna Paulowna; echtgenote van Jacob Unico Willem des H.R. Rijksgraaf van Wassenaer (1769-1812)[5]
- (± 1844) Rose Amour Caroline Aya Gislène(Zézette) Falck, geb. barones De Roisin (1792-1850)[3]:p63,89,113,118,119[6][7][8]
- ?? - ??: Johanna Philippina Hermanna barones van Knobelsdorff, geb. jkvr. Van Dedem, vrouwe van de Gelder (1772-1860), grootmeesteres van prinses Marianne en koningin Anna Paulowna[3]:p72[9]
- (± 1852): jkvr. Anna Maria Margaretha Deutz van Assendelft – Rendorp (1797-1858), grootmeesteres van koningin Sophie[3]:p89, echtgenote van jhr. mr. Hendrik Jan Deutz van Assendelft (1792-1859), lid gemeenteraad en wethouder van Amsterdam
- 1858 - 1878: Alida van der Oudermeulen barones van Wickevoort Crommelin (1806-1883),[10] grootmeesteres van koningin Sophie
- ?? – 1894: Leopoldine Marie gravin van Limburg Stirum (1817-1894), Grootmeesteres van Koningin Emma.[11]
- 1894 - ??: Wilhelmina Elizabeth Charlotta gravin Van Lynden van Sandenburg geb. barones  Van Boetzelaer (1869-1930) Dame du palais en waarnemend Grootmeesteres van koningin Emma.[12][13]
- (± 1909): Agneta Hendrika Groeninx van Zoelen-Van de Poll (1857-1933)(wnd)[3]:p261[14][15]
- 1924 - 1938: Gerarda Cornelia barones van Nagell (1878-1946), gehuwd met mr. Frederik Alexander Carel graaf van Lynden van Sandenburg (1873-1932), lid Gedeputeerde Staten Utrecht, lid 2e kamer, CdK Utrecht, opperkamerheer van koningin Wilhelmina en grootmeester van koningin Juliana.[16]
- 1938 – 1954?: Cornelie Marie?[17] barones van Tuyll van Serooskerken, geb. jkvr. Boreel[18][19][20]
- 1954 - 1957: douairière Adolphine Agneta barones Van Heeckeren van Molecaten-Groeninx van Zoelen (1885-1967), grootmeesteres van koningin Juliana[21][22][23][24]
- 1957-1970?: Marie-Louise Johanna Daisy van Wickevoort Crommelin geb. jkvr. Teixeira de Mattos (1899 -1984), grootmeesteres van koningin Juliana
- 1970 - 1979: Elizabeth Lucie (1907 -1979)[25] barones Sweerts de Landas Wyborgh-de Meyïer[19], gehuwd met mr. Jacques Henry Leonard Jean baron Sweerts de Landas Wyborgh (1891-1960), kamerheer van koningin Wilhelmina en koningin Juliana
- 1980 - 1984: Katy Bischoff van Heemskerck-Telders, echtgenote van stalmeester Freek Bischoff van Heemskerck, grootmeesteres van koningin Beatrix
- 1984 - 2014: mr. Martine van Loon-Labouchere, echtgenote van mr. Daniël Apolonius Delprat en daarna van prof. jhr. mr. dr. Maurits van Loon, grootmeesteres van koningin Beatrix
- 2014 - heden: drs. Bibi gravin van Zuylen van Nijevelt-den Beer Poortugael[26]

## Andere grootmeesteressen
In de 19e eeuw hadden niet alleen koninginnen, maar ook andere prinsessen grootmeesteressen, bijvoorbeeld:
- Jeannette barones Van Hall, geb. Schimmelpenninck van der Oye (1826-1894), dame du palais, grootmeesteres van Maria van Pruisen die men ook wel aanduidde als prinses Hendrik.[27]
- Elisa Martha gravin van Limburg Stirum, (1803 - 1890), grootmeesteres van Louise van Pruisen, die men ook wel aanduidde als prinses Frederik[28], echtgenote van Johan Derk graaf van Rechteren, heer tot Ahnem (22 jun Appeltern - 's-Gravenhage 4 dec 1886) gouverneur van Drenthe en Overijssel, staatsraad in buitengewone dienst, lid van de Raad van State, opperstalmeester van Koning Willem II.[29]

## Trivia
- De equivalent van de grootmeesteres aan het Brits hof is de Mistress of the Robes.